# Планинске пустиње
Планинске пустиње су аридна места на великим висинама. Најистакнутији пример се налази северно од Хималаја, у деловима кунлунских планина и Тибетанске висоравни. Многа се места у том подручју налазе на висинама које прелазе 3 000 метара па им термални режим може бити хемибореалан или чак бореалан. Таква места своју огромну аридност (просечна годишња количина падавима је често мања од 40 mm) дугују великој удаљености од најближих доступних извора влаге.